# 베록스시파카
베록스시파카 (Propithecus verreauxi)는 여우원숭이 과인 인드리과에 속하는 중간 크기의 영장류이다. 마다가스카르섬에 서식하며, 우림에서부터 서부 마다가스카르의 낙엽성 숲과 건조하고 가시로 덮힌 나무가 있는 숲에 이르기까지 다양한 서식지에서 발견된다. 털은 두껍고 부드러우며, 일반적으로 옆 쪽과 머리 윗 부분, 팔 쪽이 갈색과 함께 흰 색을 띤다. 모든 시파카들과 마찬가지로 긴 꼬리를 지니고 있으며, 나무에서 나무로 건너 뛸때 균형을 잡는 데 사용한다. 그러나 나무 위에서의 생활에 너무 적응해서 땅 위에서는 오로지 깡충 뛰는 것만이 유일한 이동 방법이다. 이 종은 먹이를 구할 때, 작은 무리를 지어 생활한다.
이 여우원숭이는 4종의 아종이 있다. 베록스시파카에 대해서는 아직 상당수가 미지의 상태로 있고, 그래서 야생에서의 수명은 알려져 있지 않지만, 사육 상태에서는 일반적으로 18년까지 산다.